# Acanthocythere
Acanthocythere is een geslacht van uitgestorven kreeftachtigen uit de klasse van de Ostracoda (mosselkreeftjes).

## Soorten
- Acanthocythere (Protoacanthocythere) consona Masumov, 1973 †
- Acanthocythere (Protoacanthocythere) faveolata Bate, 1963 †
- Acanthocythere (Unodentina) isarae Donze, 1964 †
- Acanthocythere (Unodentina) spinosa (Schmidt, 1955) Malz, 1958 †
- Acanthocythere (Unodentina) undata Malz, 1958 †
- Acanthocythere aardaensis Basha, 1980 †
- Acanthocythere elongata Wakefield, 1994 †
- Acanthocythere multicostata Depeche, 1984 †
- Acanthocythere sphaerulata (Jones & Sherborn, 1888) Sylvester-Bradley, 1956 †